# Bijela Gora (Ulcinj)
Bijela gora (v srbské cyrilici Бијела гора, albánsky Mali i Bardhe) je vrchol, který se nachází severozápadně od města Ulcinj v Černé Hoře. Jeho nadmořská výška činí 327 m n. m.
Vrchol je zalesněný, jeho svahy jsou využívány jako olivové háje. Na východní straně vrcholu se nachází několik lomů a hlavní silnice z Ulcinje do města Bar. Samotný vrchol není přístupný; nevedou na něj žádné cesty ani turisticky značené trasy.
Kopec je rovněž evidován i jako jedna z místních částí města Ulcinj. V roce 2011 zde bylo přihlášeno 53 osob. Na jihovýchodním okraji svah Bílé hory přechází v zástavbu rodinných domů a začíná zde intravilán města Ulcinj.
Podle vrcholu je pojmenován fotbalový tým v Ulcinji (Bijelogorac).